# Reise der Hoffnung
Reise der Hoffnung – türkischer Titel Umuda yolculuk, Französisch Voyage vers l’espoir, Englisch Journey of Hope – ist ein schweizerisches Filmdrama von Xavier Koller aus dem Jahr 1990. Im Herbst 2016 kam sein Film in restaurierter Fassung nochmals in die Kinos.

## Handlung
Haydar, Vater einer alevitischen Familie mit sieben Kindern in der Osttürkei, träumt von einer paradiesischen Zukunft in der Schweiz, die er nur von einer Postkarte eines Verwandten kennt. Er verkauft sein Vieh und sein Land, um die Reise bezahlen zu können, und macht sich mit seiner Frau Meryem auf den Weg. Die anderen Kinder sollen zunächst bei seinen Eltern bleiben und später nachgeholt werden, doch auf den Rat von Haydars Vater nehmen sie den siebenjährigen Mehmet Ali unabgesprochen mit, da ein Kind im fremden Land schneller heimisch wird.
Da für den Jungen keine Schiffskarte organisiert wurde, müssen sie das Mittelmeer in einem Frachtcontainer nach Italien überqueren, dort nimmt sie der Schaffhausener Lastwagenfahrer Ramser gegen Bezahlung an die Schweizer Grenze mit. Trotz der Sprachbarriere freunden sich die drei Migranten mit Ramser an. Doch die Einreise in die Schweiz wird ihnen verweigert, da sie kein Visum besitzen; Ramser wird Beihilfe vorgeworfen. Die Familie wird von Grenzern zurück zum Bahnhof Mailand gebracht und sich selbst überlassen. Ihren Anweisungen folgend wenden sie sich an eine professionelle Schlepperbande, die für die Mitnahme des Jungen einen Wucherpreis von ihnen verlangt, den sie nur durch ein grosszügiges Geschenk begleichen können.
Zusammen mit anderen Migranten werden sie in die Nähe des  Splügenpasses gefahren, wo der ehrliche Bergführer Massimo die Gruppe übernehmen soll, doch angesichts aufziehenden Schlechtwetters hält er eine Übersteigung für zu gefährlich, zumal mit einem geschwächten Kind – Mehmet Ali ist reisekrank und übergibt sich mehrmals. Massimo wird für seinen Eigensinn von den Schleppern zusammengeschlagen. Die Gruppe wird gezwungen, den Pass in Regen und Sturm führerlos nach einer Wegbeschreibung zu ersteigen. Immer mehr Gepäck wird unterwegs zurückgelassen.
Auf der Passhöhe löst sich die Gruppe auf, Haydar und Mehmet Ali verirren sich im Schneesturm. Als der Junge erschöpft und unterkühlt kollabiert, lässt Haydar sein gesamtes Gepäck stehen, um ihn tragen zu können. In der Nacht wird eine Rettungsaktion gestartet, doch Haydar findet nicht zu den Helfern. Am nächsten Tag stossen sie auf die Passstrasse. Ein Autofahrer bringt sie zu einem Arzt, der nur noch den Tod des Jungen feststellen kann. Haydar wird festgenommen, auch unter dem Vorwurf, die Obhutspflicht für sein Kind verletzt zu haben. Zuvor sieht er seine Frau kurz wieder, die sich unterwegs verletzt hat und mit ihrer Gruppe ebenfalls festgenommen wurde. Als sie von Mehmet Alis Tod erfährt, bekommt sie einen Weinkrampf.
Ramser besucht Haydar im Gefängnis und bietet ihm an, sich an den Kosten für die Beerdigung des Jungen zu beteiligen. Haydar erwidert zum Dank, er wäre gerne sein Freund geworden.

### Realer Hintergrund des Films
Im Oktober 1988 erschütterte der Kältetod eines türkischen Jungen die Schweiz. Der Vater wurde in Untersuchungshaft genommen, das Verfahren eingestellt. Später wurden die Flüchtlinge wieder in die Türkei ausgewiesen, der Vater wurde verhaftet. Er durfte sein Kind erst nach dem Verhör beerdigen. Später wurde eine professionelle Gruppe von Schleppern festgenommen.

## Produktion
Der Film ist, wie in der Schweiz grösstenteils üblich, nicht synchronisiert, sondern untertitelt, es sind ausschliesslich Originalstimmen in ihrer jeweiligen Sprache zu hören.

## Auszeichnungen

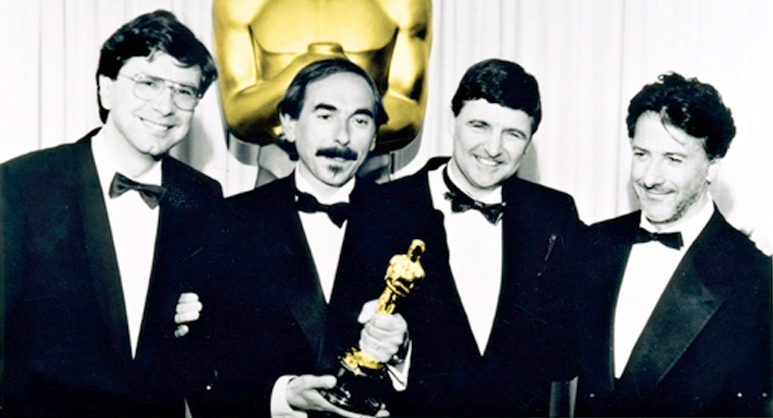
Oscarverleihung 1991. Von links: Alfi Sinniger, Xavier Koller, Peter-Christian Fueter und Dustin Hoffman, der den Preis überreichte.

Der Film erhielt 1991 den Oscar für den besten fremdsprachigen Film.  Der Gewinn des Academy Awards galt als überraschend, da allgemein der vielfach preisgekrönte französische Beitrag Cyrano von Bergerac favorisiert worden war.
Am Filmfestival Locarno erhielt er 1990 den Bronzenen Leoparden.